# Quebrada de Saguara
La quebrada de Saguara es un curso natural de agua de carácter intermitente que nace de una vertiente en el sur de la Región de Arica y Parinacota. Fluye en dirección general oeste, sirve para el riego en las localidades de Saguara y Pachica y desemboca finalmente en la ribera norte del río Camarones dando inicio al sector medio del río. A diferencia de otras aguas de la zona, las aguas de la quebrada del río son de buena calidad.: 41 

## Historia
Luis Risopatrón la describe en su Diccionario Jeográfico de Chile de 1924:: 785 
Saguara (Quebrada de) 18° 53' 70° 33' Lleva agua solamente en los dias de grandes lluvias en la cordillera, de diciembre a marzo, corre hacia el SW i desemboca en la márjen N de la quebrada de Camarones, en las vecindades del caserío de Pachica; el sendero que va al E la atraviesa por medio de dos cuestas i desprende en su márjen N un ramal a Aico. 116, p. 268, 282 i 285; 134; i 156.